# Capnea georgiana
Capnea georgiana is een zeeanemonensoort uit de familie Capneidae.
Capnea georgiana is voor het eerst wetenschappelijk beschreven door Carlgren in 1927.